# Lista de regiões geográficas intermediárias e imediatas do Espírito Santo

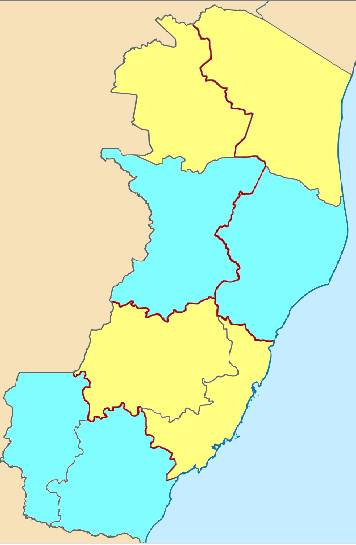
Divisão das regiões intermediárias em vermelho e imediatas em cinza.

Esta é a lista de regiões geográficas intermediárias e imediatas do Espírito Santo, estado brasileiro da Região Sudeste do país. O Espírito Santo é composto por 78 municípios, que estão distribuídos em oito  regiões geográficas imediatas, que por sua vez estão agrupadas em quatro regiões geográficas intermediárias, segundo a divisão do Instituto Brasileiro de Geografia e Estatística (IBGE) vigente desde 2017. A primeira seção aborda as regiões geográficas intermediárias e suas respectivas regiões imediatas integrantes, enquanto que a segunda trata das regiões geográficas imediatas e seus respectivos municípios, divididas por regiões intermediárias e ordenadas pela codificação do IBGE.
As regiões geográficas intermediárias foram apresentadas em 2017, com a atualização da divisão regional do Brasil, e correspondem a uma revisão das antigas mesorregiões, que estavam em vigor desde a divisão de 1989. As regiões geográficas imediatas, por sua vez, substituíram as microrregiões. Na divisão vigente até 2017, os municípios do estado estavam distribuídos em 13 microrregiões e quatro mesorregiões, segundo o IBGE.

## Regiões geográficas intermediárias
| Região geográfica intermediária | Código | Número de municípios | Regiões geográficas imediatas                                | Código | Número de municípios |
| ------------------------------- | ------ | -------------------- | ------------------------------------------------------------ | ------ | -------------------- |
| Vitória                         | 3201   | 21                   | Vitória                                                      | 320001 | 10                   |
| Vitória                         | 3201   | 21                   | Afonso Cláudio-Venda Nova do Imigrante-Santa Maria de Jetibá | 320002 | 11                   |
| São Mateus                      | 3201   | 15                   | São Mateus                                                   | 320003 | 9                    |
| São Mateus                      | 3201   | 15                   | Linhares                                                     | 320004 | 6                    |
| Colatina                        | 3203   | 18                   | Colatina                                                     | 320005 | 13                   |
| Colatina                        | 3203   | 18                   | Nova Venécia                                                 | 320006 | 5                    |
| Cachoeiro de Itapemirim         | 3204   | 24                   | Cachoeiro de Itapemirim                                      | 320007 | 12                   |
| Cachoeiro de Itapemirim         | 3204   | 24                   | Alegre                                                       | 320008 | 12                   |

## Regiões geográficas imediatas por regiões intermediárias

### Vitória
| Região geográfica imediata                                     | Código | Municípios              |
| -------------------------------------------------------------- | ------ | ----------------------- |
| Vitória                                                        | 320001 | Alfredo Chaves          |
| Vitória                                                        | 320001 | Anchieta                |
| Vitória                                                        | 320001 | Cariacica               |
| Vitória                                                        | 320001 | Fundão                  |
| Vitória                                                        | 320001 | Guarapari               |
| Vitória                                                        | 320001 | Piúma                   |
| Vitória                                                        | 320001 | Serra                   |
| Vitória                                                        | 320001 | Viana                   |
| Vitória                                                        | 320001 | Vila Velha              |
| Vitória                                                        | 320001 | Vitória                 |
| Afonso Cláudio- Venda Nova do Imigrante- Santa Maria de Jetibá | 320002 | Afonso Cláudio          |
| Afonso Cláudio- Venda Nova do Imigrante- Santa Maria de Jetibá | 320002 | Brejetuba               |
| Afonso Cláudio- Venda Nova do Imigrante- Santa Maria de Jetibá | 320002 | Conceição do Castelo    |
| Afonso Cláudio- Venda Nova do Imigrante- Santa Maria de Jetibá | 320002 | Domingos Martins        |
| Afonso Cláudio- Venda Nova do Imigrante- Santa Maria de Jetibá | 320002 | Itarana                 |
| Afonso Cláudio- Venda Nova do Imigrante- Santa Maria de Jetibá | 320002 | Laranja da Terra        |
| Afonso Cláudio- Venda Nova do Imigrante- Santa Maria de Jetibá | 320002 | Marechal Floriano       |
| Afonso Cláudio- Venda Nova do Imigrante- Santa Maria de Jetibá | 320002 | Santa Leopoldina        |
| Afonso Cláudio- Venda Nova do Imigrante- Santa Maria de Jetibá | 320002 | Santa Maria de Jetibá   |
| Afonso Cláudio- Venda Nova do Imigrante- Santa Maria de Jetibá | 320002 | Santa Teresa            |
| Afonso Cláudio- Venda Nova do Imigrante- Santa Maria de Jetibá | 320002 | Venda Nova do Imigrante |

### São Mateus
| Região geográfica imediata | Código | Municípios         |
| -------------------------- | ------ | ------------------ |
| São Mateus                 | 320003 | Boa Esperança      |
| São Mateus                 | 320003 | Conceição da Barra |
| São Mateus                 | 320003 | Jaguaré            |
| São Mateus                 | 320003 | Montanha           |
| São Mateus                 | 320003 | Mucurici           |
| São Mateus                 | 320003 | Pedro Canário      |
| São Mateus                 | 320003 | Pinheiros          |
| São Mateus                 | 320003 | Ponto Belo         |
| São Mateus                 | 320003 | São Mateus         |
| Linhares                   | 320004 | Aracruz            |
| Linhares                   | 320004 | Ibiraçu            |
| Linhares                   | 320004 | João Neiva         |
| Linhares                   | 320004 | Linhares           |
| Linhares                   | 320004 | Rio Bananal        |
| Linhares                   | 320004 | Sooretama          |

### Colatina
| Região geográfica imediata | Código | Municípios             |
| -------------------------- | ------ | ---------------------- |
| Colatina                   | 320005 | Águia Branca           |
| Colatina                   | 320005 | Alto Rio Novo          |
| Colatina                   | 320005 | Baixo Guandu           |
| Colatina                   | 320005 | Colatina               |
| Colatina                   | 320005 | Governador Lindenberg  |
| Colatina                   | 320005 | Itaguaçu               |
| Colatina                   | 320005 | Mantenópolis           |
| Colatina                   | 320005 | Marilândia             |
| Colatina                   | 320005 | Pancas                 |
| Colatina                   | 320005 | São Domingos do Norte  |
| Colatina                   | 320005 | São Gabriel da Palha   |
| Colatina                   | 320005 | São Roque do Canaã     |
| Colatina                   | 320005 | Vila Valério           |
| Nova Venécia               | 320006 | Água Doce do Norte     |
| Nova Venécia               | 320006 | Barra de São Francisco |
| Nova Venécia               | 320006 | Ecoporanga             |
| Nova Venécia               | 320006 | Nova Venécia           |
| Nova Venécia               | 320006 | Vila Pavão             |

### Cachoeiro de Itapemirim
| Região geográfica imediata | Código | Municípios              |
| -------------------------- | ------ | ----------------------- |
| Cachoeiro de Itapemirim    | 320007 | Atílio Vivácqua         |
| Cachoeiro de Itapemirim    | 320007 | Cachoeiro de Itapemirim |
| Cachoeiro de Itapemirim    | 320007 | Castelo                 |
| Cachoeiro de Itapemirim    | 320007 | Iconha                  |
| Cachoeiro de Itapemirim    | 320007 | Itapemirim              |
| Cachoeiro de Itapemirim    | 320007 | Jerônimo Monteiro       |
| Cachoeiro de Itapemirim    | 320007 | Marataízes              |
| Cachoeiro de Itapemirim    | 320007 | Mimoso do Sul           |
| Cachoeiro de Itapemirim    | 320007 | Muqui                   |
| Cachoeiro de Itapemirim    | 320007 | Presidente Kennedy      |
| Cachoeiro de Itapemirim    | 320007 | Rio Novo do Sul         |
| Cachoeiro de Itapemirim    | 320007 | Vargem Alta             |
| Alegre                     | 320008 | Alegre                  |
| Alegre                     | 320008 | Apiacá                  |
| Alegre                     | 320008 | Bom Jesus do Norte      |
| Alegre                     | 320008 | Divino de São Lourenço  |
| Alegre                     | 320008 | Dores do Rio Preto      |
| Alegre                     | 320008 | Guaçuí                  |
| Alegre                     | 320008 | Ibatiba                 |
| Alegre                     | 320008 | Ibitirama               |
| Alegre                     | 320008 | Irupi                   |
| Alegre                     | 320008 | Iúna                    |
| Alegre                     | 320008 | Muniz Freire            |
| Alegre                     | 320008 | São José do Calçado     |